# La mort prend des vacances
Pour plus de détails, voir Fiche technique et Distribution.

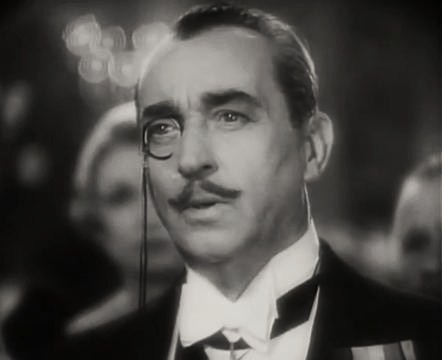
Guy Standing

La mort prend des vacances (Death Takes a Holiday) est un film américain réalisé par Mitchell Leisen, sorti en 1934.

## Synopsis
Se demandant pourquoi les gens la craignent, la mort décide de se joindre à eux pendant trois jours, espérant ainsi trouver une réponse. Sous les traits du prince Sirki, il se présente comme l'hôte du duc Lambert, auquel il a préalablement révélé sa véritable identité et son dessein. Mais son plan est contrarié lorsqu'il tombe amoureux de la jeune Grazia, fiancée à Corrado, le fils du duc...

## Fiche technique
- Titre original : Death Takes a Holiday
- Titres en français : La mort prend des vacances ou Trois jours chez les vivants
- Réalisation : Mitchell Leisen
- Scénario : Maxwell Anderson et Gladys Lehman, d'après l'adaptation anglaise par Walter Ferris de la pièce La morte in vacanza d'Alberto Casella
- Musique : Bernhard Kaun, John Leipold et Milan Roder
- Directeur de la photographie : Charles Lang
- Effets visuels : Gordon Jennings
- Direction artistique : Hans Dreier et Ernst Fegté
- Costumes : Travis Banton et Edith Head
- Pays de production :  États-Unis
- Production : E. Lloyd Sheldon et Emanuel Cohen (associé)
- Sociétés de production et de distribution : Paramount Pictures
- Genre : fantastique, romance
- Format : noir et blanc
- Durée : 79 minutes
- Date de sortie aux États-Unis : 30 mars 1934

## Distribution
- Fredric March (VF : René Fleur) : Prince Sirki / La mort
- Evelyn Venable : Grazia
- Sir Guy Standing : Duc Lambert
- Katharine Alexander : Alda
- Gail Patrick : Rhoda
- Helen Westley : Stephanie
- Kathleen Howard : Princesse Maria
- Kent Taylor : Corrado
- Henry Travers : Baron Cesarea
- G.P. Huntley : Eric
- Otto Hoffmann : Fedele
- Phillips Smalley : Le directeur du casino

## Sortie vidéo
Le film sort en combo DVD/Blu-ray le 18 août 2020 édité par Elephant Films.

## Autour du film
Le scénario de La mort prend des vacances et la pièce originale ont librement inspiré Rencontre avec Joe Black (1998) de Martin Brest, avec Brad Pitt, Anthony Hopkins et Claire Forlani.